# Lynnfield (Massachusetts)
Lynnfield – miejscowość w USA, w północno-wschodniej części stanu Massachusetts, w zespole miejskim Bostonu.